# The Sin Eater
The Sin Eater är en amerikansk skräckfilm från 2003 efter manus och regi av Brian Helgeland.

## Handling
Filmen handlar om en prästs misstänksamma död och upptäckten av en "syndätare" i centrala Rom.

## Rollista (urval)
- Heath Ledger - Alex Bernier
- Shannyn Sossamon - Mara Sinclair
- Benno Fürmann - William Eden
- Mark Addy - Thomas Garrett
- Peter Weller - Driscoll
- Francesco Carnelutti - Dominic